# Oltářní kříž

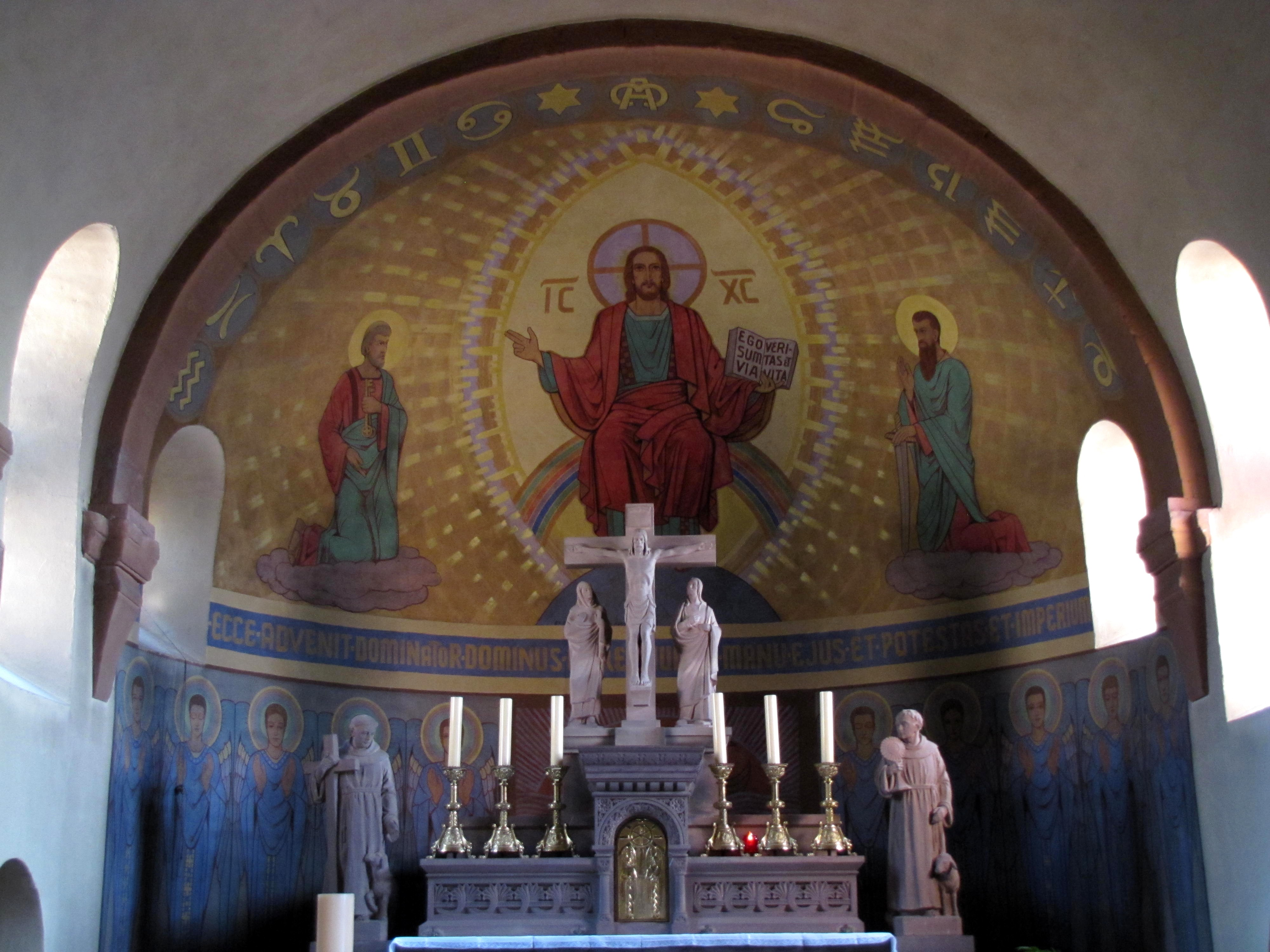
Oltářní kříž (Bas-Rhin, Francie)

Oltářní kříž nebo oltářní krucifix je kříž (krucifix) umístěný na oltáři a je často jeho dominantou.
Raní křesťané byli opatrní před veřejným odhalením kříže nebo krucifixu ze strachu, že by se tím vystavili pronásledování, případně urážkám ze strany pohanů. Aby se tomu vyhnuli, často používali symboly jako kotva, ichthys nebo trojzubec.

## Historie
K prvnímu výskytu kříže na oltáři došlo přibližně v 6. století, i když to zůstalo ještě po několik staletí neobvyklé. Když byl použit, zdá se, že to bylo pouze během bohoslužby a pravděpodobně se jednalo o procesní kříž, který bylo možné oddělit od jeho násady a poté umístit na oltář. Toto byl nejprve téměř vždy kříž spíše než pravdivý krucifix (tedy bez Kristova těla), a ty se začaly vyrábět speciálně pro oltáře na konci 11. století a od 12. století se staly běžnějšími.

## Užití
Římskokatolické liturgické normy vyžadují krucifix (s korpusem nebo tělem Ježíše) na oltáři, kdykoli se slaví mše. V některých případech, aby se tento požadavek lépe splnil, je krucifix místo toho zavěšen na stěnu za oltářem, takže když je kněz čelem ke shromáždění (versus populum), krucifixu nepřekáží. V některých kostelech je krucifix zavěšen ve vzduchu pomocí řetězů nebo kovových šňůr přímo nad oltářem. 
Pravoslavní užívají kříž nebo krucifix na oltáři vždy. 
V protestantských denominacích se užívá oltářní kříž, nikoli však krucifix.